# St. John Desmod Arcedeckne-Butler
St. John Desmod Arcedeckne-Butler, britanski general, * 1896, † 1959.